# Galina Lebiediewa
Galina Anatoljewna Lebiediewa (ros. Галина Анатольевна Лебедева, ur. 6 października 1963 w Karpińsku) – rosyjska siatkarka reprezentująca ZSRR i Wspólnotę Niepodległych Państw, medalistka igrzysk olimpijskich, mistrzostw Europy i Pucharu Świata.

## Życiorys
Lebiediewa w 1989 była w składzie reprezentacji ZSRR, która wywalczyła złoto na mistrzostwach Europy w Niemczech Zachodnich oraz srebro podczas Pucharu Świata w Japonii. Dwa lata później obroniła tytuł mistrzyni Europy podczas turnieju we Włoszech. Wystąpiła na igrzyskach olimpijskich 1992 w Barcelonie. Reprezentantki Wspólnoty Niepodległych Państw dotarły do finału, w którym przegrały z Kubankami. W reprezentacji grała w latach 1989-1992.
Grała w radzieckich drużynach Urałoczka (1981–1983) i Urałoczka-2 (U-20) (1983–1991), z którymi w mistrzostwach ZSRR zajęła pierwsze w 1982 i dwa razy trzecie – w 1983 i 1991. Dwukrotnie triumfowała w Pucharze Europy Mistrzyń Krajowych – w 1982 i 1983 i wywalczyła wicemistrzostwo  w 1991. Była także zwyciężczynią (1986) i srebrną medalistką (1985) Pucharu Zdobywczyń Pucharów. Następnie występowała we włoskich klubach Sabelli Conad Fano (1991–1993), Preca Brummel Cislago (1993–1996), Pallavolo Palermo (1996-1998) i Roma Pallavolo (1998-1999). Karierę sportową zakończyła w 1999. Mieszka we Włoszech.